# Wizards Beyond Waverly Place
Wizards Beyond Waverly Place (bra: Os Feiticeiros Além de Waverly Place; prt: Regresso dos Feiticeiros de Waverly Place) é uma série de comédia americana, derivada e sequência de Os Feiticeiros de Waverly Place. A série estreou no dia 20 de dezembro de 2024, no Disney+.
A série traz David Henrie reprisando seu papel como Justin Russo. Janice LeAnn Brown, Mimi Gianopulos, Alkaio Thiele e Max Matenko também estrelam ao lado de Taylor Cora. Selena Gomez fará uma participação especial como sua personagem de Os Feiticeiros de Waverly Place, Alex Russo. O episódio piloto, filmado em fevereiro de 2024, foi escrito por Jed Elinoff e Scott Thomas, e dirigido por Andy Fickman. Henrie, Gomez, Elinoff, Thomas e Fickman são os produtores executivos, junto com Gary Marsh.
Em março de 2025 a série foi renovada para uma segunda temporada. Que estreará no dia 8 de outubro de 2025.

## Enredo
A série gira em torno de uma jovem feiticeira poderosa chamada Billie, que procura Justin Russo em busca de treinamento, o que o leva a retomar sua vida como feiticeiro, após ter escolhido viver uma vida normal com sua esposa e dois filhos. Desde que Justin deixou de ensinar feiticeiros, Alex Russo enviou Billie, uma nova aprendiz de feiticeira. Billie também se assemelha à irmã de Justin, Alex, por ser rebelde e causar problemas de várias maneiras.

## Elenco e personagens

### Principal[8]
- David Henrie como Justin Russo
- Janice LeAnn Brown como Billie, uma jovem feiticeira
- Mimi Gianopulos como Giada Russo, a esposa mortal de Justin
- Alkaio Thiele como Roman Russo, o filho mais velho de Justin e irmão de Milo
- Max Matenko como Milo Russo, o filho mais novo de Justin e irmão de Roman
- Taylor Cora como Winter, a melhor amiga de Billie

### Recorrente
- Selena Gomez como Alex Russo, irmã mais nova de Justin e tia de Milo e Roman
- Maria Canals-Barrera como Theresa Russo, mãe de Justin, Alex e Max, e avó de Milo e Roman
- David DeLuise como Jerry Russo, pai de Justin, Alex e Max, e avô de Milo e Roman
- Jake T. Austin como Max Russo, irmão mais novo de Justin e Alex, e tio de Milo e Roman

## Dublagem
A dublagem da série no Brasil foi feita pelo estúdio Media Access Company Brasil.
| Dublagem          | Personagem   |
| ----------------- | ------------ |
| Gustavo Pereira   | Justin Russo |
| Luisa Palomanes   | Alex Russo   |
| Pamella Rodrigues | Billie       |
| Sofia Vallyn      | Winter       |
| Arthur Carneiro   | Roman Russo  |
| Pedro Pereira     | Milo Russo   |
| Angélica Borges   | Giada Russo  |
| Reginaldo Primo   | Jerry Russo  |

#### Vozes adicionais
- Maria Clara Cristóvão (Canta a música de abertura da série), Bia Pina, Duda Espinoza, Enzo Dannemann, Letícia Japiassú, Marcelo Sandryni, Marco Moreira, Maria Clara Lacombe, Nicolas Matos, Noa Bicalho, Roberto Mattar, Rodrigo Ribeiro, Ronalth Abreu

## Produção

### Desenvolvimento
Em 18 de janeiro de 2024, foi anunciado que a Disney havia encomendado um piloto para uma série de televisão sequencial de "Os Feiticeiros de Waverly Place". Jed Elinoff e Scott Thomas, criadores de "A Casa da Raven" (derivada de "As Visões da Raven"), escreveram o episódio piloto, que foi dirigido por Andy Fickman. Elinoff, Thomas e Fickman serão produtores executivos da série, juntamente com Selena Gomez e David Henrie, além de Gary Marsh, ex-executivo de televisão. O piloto foi filmado em 1º de fevereiro de 2024. Na série, o personagem de David Henrie terá desistido de seus poderes de feiticeiro para viver como um humano comum. Em 22 de março de 2024, foi anunciado que o Disney Channel havia aprovado a série. A produção começou em Los Angeles em abril de 2024. O título provisório "Wizards" foi utilizado durante as filmagens iniciais, até que o nome oficial, "Wizards Beyond Waverly Place", foi revelado em maio de 2024. Raven-Symoné e Danielle Fishel dirigiram alguns episódios, enquanto Andy Fickman dirigiu outros, além do piloto.

### Elenco

Elenco de Os Feiticeiros Além de Waverly Place

David Henrie reprisará seu papel como Justin Russo, enquanto Selena Gomez fará uma participação especial no episódio piloto e continuará como personagem recorrente na série, interpretando Alex Russo. Mimi Gianopulos foi escalada para interpretar Giada, a esposa de Justin, e Alkaio Thiele interpretará Roman, o filho mais velho do casal. Além disso, Janice LeAnn Brown será Billie, uma jovem feiticeira que busca a ajuda de Justin para treinar seus poderes. No momento em que a série foi aprovada, foi relatado que Max Matenko interpretaria Milo, o filho mais novo de Justin. Taylor Cora também está confirmada para interpretar Winter, a melhor amiga de Billie. Posteriormente, foi anunciado que David DeLuise retornaria ao papel de Jerry, o pai de Justin.

## Lançamento
Wizards Beyond Waverly Place estreou no dia 29 de outubro de 2024 nos Estados Unidos no Disney Channel e Disney+. No Brasil e em Portugal o lançamento estava inicialmente previsto para 4 de dezembro de 2024, mas teve o lançamento adiado. A série foi lançada no dia 20 de dezembro de 2024, no Disney+.